# Yunior Reytor Venet
Yunior Reytor Venet, né le 8 avril 1986, est un escrimeur cubain pratiquant l'épée.

## Carrière
Reytor venet fait partie d'une équipe cubaine qui, faute de moyens, doit se contenter de tournois locaux et ne peut participer entièrement au circuit de la Coupe du monde d'escrime. Sa carrière internationale ne débute qu'en 2013, à vingt-sept ans, lorsqu'il prend part à ses premiers championnats panaméricains, conclus par une septième place finale. Il figure aux championnats du monde 2014 et 2015, sans parvenir à se qualifier pour le tableau final (81e et 132e respectivement), et aux championnats panaméricains de 2015. Sur ces deux années, ce sont ses deux seules apparitions dans des compétitions internationales.
Pour son unique compétition de 2016, il s'impose aux championnats panaméricains en battant d'une touche l'Américain Jason Pryor en finale (15-14), étant seulement classé 178e mondial. La saison suivante, il dispute à trente ans son premier tournoi du circuit de la coupe du monde à Vancouver. Défiant les pronostics, il parvient à monter sur le podium, échouant uniquement en finale contre l'ex no 1 mondial Max Heinzer en minute de prolongation (13-14).

## Palmarès
- Championnats panaméricains d'escrime
  -  Médaille d'or aux championnats panaméricains d'escrime 2016 à Panama